# 말 없는 여인

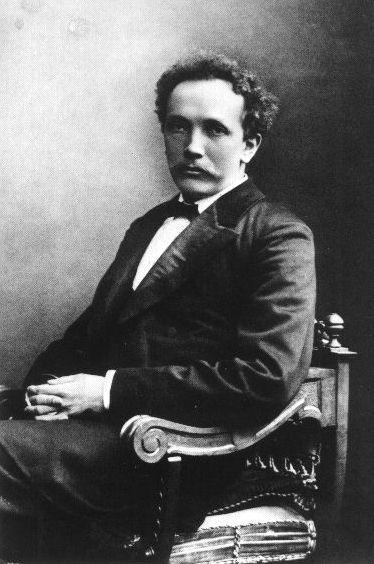

《말 없는 여인》(독일어: Die Schweigsame Frau)은 리하르트 슈트라우스가 작곡한 오페라이다. 1935년 초연됐으며 총 3막으로 구성된다. 벤 존슨의 희곡인 《말 없는 여인》을 바탕으로 슈테판 츠바이크가 작사했다.

## 악기편성
플루트3, 오보에2, 잉글리시 호른, 클라리넷3, 베이스 클라리넷, 바순3 (3번은 콘트라바순 겸함), 호른4, 트럼펫3, 트롬본3, 튜바, 팀파니, 큰북, 작은북, 탬버린, 심벌즈, 탐탐, 트라이앵글, 딸랑이, 캐스터네츠, 실로폰, 글로켄슈필, 교회종2, 첼레스타, 하프, 현 5부 (14, 14, 10, 10, 8)